# Circo Pavilhão François
Circo Pavilhão François foi um antigo circo do Brasil.
Jean François e Anna Stevanovich fundaram o Circo François no sul da França em 1881. Eram ciganos saltimbancos e a família Stevanovich já exercia arte circense desde tempos imemoriais.
O Circo foi fundado na França em 1881. Após girarem por toda a Europa e Oriente médio,
Jean François e sua mulher Ana Stevanovich, chegam ao Brasil em 1886 com dois filhos pequenos: Marcos e Estevão. Vieram com outros clãs de ciganos, que posteriormente são chamados de circenses tradicionais. Em 1903, a família instala um luxuoso circo na Capital de São Paulo, no Largo da Sé. Em 1907, viajam para a Argentina e o Uruguai, trazendo uma tropa de 14 cavalos dos pampas, que passam por intenso adestramento. Jean François transforma seus filhos – eram 14 – em exímios jóqueis. Além disso, importa um gerador de eletricidade Otto, da Alemanha, e um projetor de filmes Pathé, da França, isso quando o lampião a gás ainda imperava nas cidades. Em 1916, exibe a “Pantomima aquática” num tanque de 80 mil litros de água instalado no picadeiro. “E ali se remava, se nadava, se mergulhava, para maravilhar a platéia.” Para estabilizar sua vida com a chegada dos filhos, decide transformar seu circo em pavilhão. A princípio monta um palco ao lado do picadeiro, mas, depois, acaba restringindo o espetáculo às encenações, criando uma estrutura portátil e desmontável em alumínio para o pavilhão, que apresenta dramas, comédias e pantomimas, isso em 1924. O Pavilhão funciona até 1935, quando Jean François falece em Santos, SP. O circo é retomado e mantido em atividade até 1962, pelas mãos de Augusto François, terceiro filho de Jean, e Hilário de Almeida, que se casa com Maria François.
Após girarem por toda a Europa e Oriente Médio, emigraram para a América do Sul. No Brasil, o Circo François cresceu muito, tornou-se uma verdadeira escola de circo. Mais tarde trocaram a lona por um pavilhão de alumínio desmontável: nascia o lendário Pavilhão François. Seguindo a tendência de outros circos brasileiros, a primeira parte do espetáculo constituia-se de números circenses tradicionais e a segunda, de uma peça de teatro. Os atores da família François se tornaram célebres, destacando-se o casal Angelo e Mimi François nas décadas de 1920 e 1930.
Após rodar pelo continente por mais de 80 anos, o Pavilhão François fechou suas portas definitivamente em 1962, vencido pela concorrência do cinema e da televisão.